# Jan Kaltenböck
Jan Kaltenböck (* 23. September 1982 in Ústí nad Labem, Tschechoslowakei) ist tschechisch-österreichischer Eishockeyspieler, der seit 2010 beim HC Děčín in der dritthöchsten tschechischen Liga, der 2. česká hokejová liga, unter Vertrag steht.

## Karriere
Zum Eishockey kam er durch seinen Vater, der selbst in der Österreichischen Nationalliga spielte. Jan Kaltenböck begann seine Karriere im Jahr 2000 beim tschechischen Zweitligisten HC Slovan Ústí nad Labem, bevor er zum  KLH Chomutov wechselte. Seine erste Profisaison absolvierte er beim HC Stadion Teplice aus der drittklassigen 2. česká hokejová liga. Ab 2004 war er im Kader des EC Red Bull Salzburg in der Österreichischen Eishockey-Liga, wurde jedoch überwiegend im Farmteam der Salzburger in der Nationalliga eingesetzt. Sein Vertrag, der im Sommer 2006 auslief, wurde von den Verantwortlichen des EC Salzburg nicht verlängert.
Zur Saison 2006/07 kehrte er in seine Heimat zum Drittligisten HC Tábor zurück, ehe er während der Saison 07/08 nach einem kurzen Engagement bei Hokej Šumperk 2003 beim tschechischen Zweitligaaufsteiger HC Most im Kader stand. Ab 2008 spielte er für den HC Stadion Litoměřice, mit dem er 2010 in die 1. Liga aufstieg. Nach dem Aufstieg absolvierte er noch ein Spiel für den HC Stadion, ehe er zum Drittligisten HC Děčín wechselte.